# 분청사기 상감모란문 반합
분청사기 상감모란문 반합(粉靑沙器 象嵌牡丹文 飯盒)은 대한민국 서울특별시에 있는 상감기법으로 모란 무늬를 새긴 분청사기 반합이다. 대한민국의 보물 제348호로 지정되었다.

## 개요
분청사기 상감모란문 반합(粉靑沙器 象嵌牡丹文 飯盒)은 회색의 바탕흙에 백토로 모란 꽃잎을 면으로 넣어 상감한 뒤, 연한 청색을 띤 회백색의 투명한 유약을 골고루 칠한 높이 16cm, 몸 지름 16.8cm의 반합이다.
몸체와 뚜껑의 경사면에 모란꽃과 잎을 너래상감하고, 뚜껑의 가장자리에는 자잘한 풀 무늬를 백상감하였다. 모란무늬가 있는 사이로 큰 줄기를 역동적으로 새겼다.
합의 아가리에 풀꽃무늬 띠를 둘렀으며, 그 아래로 두 줄의 선을 긋고 그 안에 모란무늬를 상감하였다. 뚜껑의 아가리 역시 풀꽃무늬 띠를 두르고 두 줄의 선 안에 모란을 배치한 뒤, 위로 가지를 뻗어 모란 한 송이를 윗면에 상감했다.
이 합에서 많이 쓰인 너래상감이란 면으로 상감한 것으로, 분청 사기류에서 즐겨 썼던 기법이다. 합으로는 조선 전기의 풍만한 양감이 있는 형태를 잘 반영한 대표적인 기형이며, 굽의 형태도 밑으로 벌어져 있어 전체의 둥근 모습에 좋은 비례와 안정감을 준다.
너래상감기법을 쓴 분청사기 가마는 전라남도 광산군 무등산 금곡가마가 있으며, 이 합과 비슷한 너래상감기법의 파편이 1963년 광주광역시 동구 충효동 가마터에서 발굴 조사된 바 있다.

## 특징
대접과 같이 넓적한 합 뚜껑, 약간 안으로 오므라진 입 부분과, 밖으로 돌려 벌어진 굽을 지닌 몸체가 갖추어진 풍만하고 둥근 모습의 반합이다. 문양은 면상감기법으로 뚜껑의 중앙에 한 송이 활짝 핀 모란꽃을, 경사면에는 풍요한 모란당초문을 새기고, 뚜껑의 가장자리에는 초문대를 돌렸다. 몸체의 겉면에도 뚜껑처럼 풍요한 모란당초문을 면상감으로 새겨 나타내었다. 유색은 짙은 담청색유를 전면에 얇게 칠했으며, 광택이 있다.이와 같은 면상감기법은 호남지방의 가마에서 주로 제작된 수법으로 광주 충효동 가마터 등이 널리 알려져 있다. 15세기 전반 단순화된 모란문이 면상감으로 새겨져 둥근 합의 형태와 잘 어울리는 반합이다.

## 참고 자료
- 분청사기 상감모란문 반합 - 국가유산청 국가유산포털
- 본 문서에는 서울특별시에서 지식공유 프로젝트를 통해 퍼블릭 도메인으로 공개한 저작물을 기초로 작성된 내용이 포함되어 있습니다.